# 韋爾博韋 (戈洛瓦尼夫西克區)
48°28′0″N 30°26′49″E / 48.46667°N 30.44694°E
韋爾博韋（烏克蘭語：Вербове），是烏克蘭中部的村莊，隸屬基洛夫格勒州的霍洛瓦尼夫斯克區。該村面積2.95平方公里，海拔高度147米，2001年人口596，人口密度每平方公里202.2人。